# Alexandre Anselmet
Alexandre Anselmet est un skieur alpin français, né le 11 avril 1980 à Chambéry. Il est spécialiste du slalom.

## Biographie
Membre du club de Bonneval-sur-Arc, Anselmet prend part à ses premières courses officielles internationales durant la saison 1995-1996.
En décembre 1997, il gagne le titre de champion de France de slalom géant. Début 1998, il découvre la Coupe d'Europe, compétition dans laquelle il monte sur quatre podiums entre 2006 et 2009.
Aux Championnats du monde junior 1999, il remporte la médaille de bronze sur le slalom, alors qu'en 2000, il se classe quatrième dans la même épreuve.
Il fait ses débuts dans la Coupe du monde en novembre 2001 à Aspen. Lors de sa quatrième à ce niveau, en février 2002, le slalom d'Adelboden, il marque ses premiers points avec une 26e place. Il retrouve le top 30 qu'en 2006 à Shigakogen avant de réaliser son meilleur résultat sur la scène internationale avec une septième place au slalom de Beaver Creek. Le skieur est sélectionné pour les Championnats du monde 2007 où il ne parvient pas à finir le slalom.
Aux Championnats du monde 2009, il est disqualifié lors de la première manche du slalom.
Il se retire du sport de haut niveau en 2010.

## Palmarès

### Championnats du monde
| Épreuve / Édition | Åre 2007 | Val d'Isère 2009 |
| Slalom            | Abandon  | Abandon          |

### Coupe du monde
- Meilleur classement général : 91e en 2007.
- Meilleur classement en slalom : 33e en 2007.
- Meilleur résultat : 7e

#### Classements détaillés
| Saison/Classement | Général | Slalom |
| Saison/Classement | Class.  | Class. |
| ----------------- | ------- | ------ |
| 2002              | 143e    | 58e    |
| 2006              | 107e    | 45e    |
| 2007              | 91e     | 33e    |
| 2008              | 130e    | 55e    |
| 2009              | 106e    | 40e    |
| 2010              | 120e    | 46e    |

### Championnats du monde junior
- Médaille de bronze du slalom en 1999 à Pra-Loup/La Sauze.

### Coupe d'Europe
- 6e du classement de slalom en 2009.
- 4 podiums.